# KPFK
Koordinaten: 34° 13′ 45″ N, 118° 4′ 3″ W

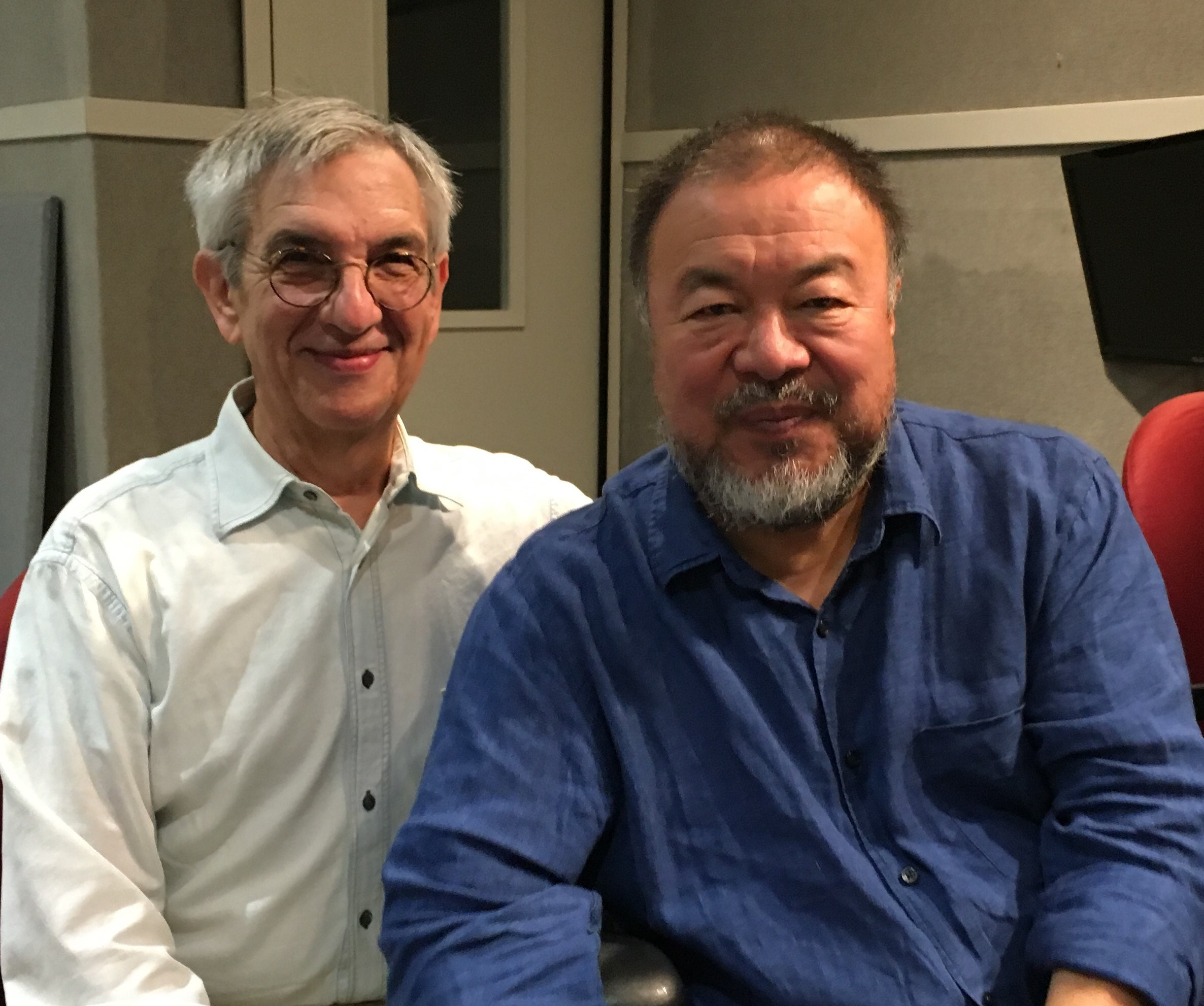
Der Historiker Jon Wiener behandelt in seiner Sendung auf KPFK gesellschaftspolitische Themen. Zu seinen Gästen gehörte 2017 auch der chinesische Künstler und Dissident Ai Weiwei.

KPFK Radio powered by the people ist eine US-Radiostation in North Hollywood, Los Angeles im Süden Kaliforniens. Sie gehört zum freien Pacifica Radio Network. KPFK sendet auf UKW 90,7 MHz mit 110 kW vom Gipfel des Mount Wilson. KPFK ist eine der stärksten Stationen an der Westküste der USA und kann von der Mexikanischen Grenze über Santa Barbara bis nach Ridgecrest am China Lake gehört werden.
KPFA ging 1959 als zweite Station des Pacifica Radio auf Sendung und sendet heute eine Mischung aus lokalen und internationalen Nachrichten und einem Musikprogramm. Eigentümer und Betreiber ist die Pacifica Foundation.
Von 1989 bis 1995 sendete KPFK die Sendung „Green Perspectives“ des Green Radio Collective. Das Kollektiv steht der Green Party nahe. Moderator war u. a. der Politiker Mike Feinstein.